# Lissimas moluccensis
Lissimas moluccensis är en tvåvingeart som beskrevs av M. Josephine Mackerras 1964. Lissimas moluccensis ingår i släktet Lissimas och familjen bromsar. Inga underarter finns listade i Catalogue of Life.